# Elaphria basistigma
Elaphria basistigma là một loài bướm đêm trong họ Noctuidae.